# 横谷晟
横谷 晟（よこたに じょう、2002年5月1日 - ）は、岐阜県山県市出身の卓球選手。
Tリーグは木下マイスター東京所属。

## 経歴
3歳から卓球を始め、地元の小学校卒業後、愛知工業大学名電中学校へ進学して力を伸ばした。2021年はブンデスリーガ2部へTTC GW Bad Hammから参戦して経験を積んだ。
世界卓球選手権大会の選考会でもある、2022 LION CUP TOP32で3位となり、第56回世界卓球選手権団体戦で初の世界選手権代表入りを果たした。

## 主な戦績
2021年
- 第87回全日本大学総合卓球選手権大会（個人の部） 男子シングルス 3位、男子ダブルス3位
- WTTフィーダーデュッセルドルフ　男子ダブルス優勝

2022年
- LION CUP TOP32 男子シングルス3位
- WTTフィーダーフリーモント　男子シングルスベスト8、男子ダブルスベスト8
- WTTフィーダーウェストチェスター　男子ダブルス3位

### Tリーグの成績
| シーズン | 所属チーム         | 背番号 | シングル | シングル | シングル | ダブルス | ダブルス | ダブルス |
| シーズン | 所属チーム         | 背番号 | 出場数   | 勝利数   | 敗戦数   | 出場数   | 勝利数   | 敗戦数   |
| -------- | ------------------ | ------ | -------- | -------- | -------- | -------- | -------- | -------- |
| 2022-23  | 木下マイスター東京 | #39    | 1        | 0        | 1        | 1        | 0        | 1        |
| 2023-24  | 静岡ジェード       | #39    | 14       | 6        | 8        | 0        | 0        | 0        |
| 2024-25  | 木下マイスター東京 | #39    |          |          |          |          |          |          |